# 7月の雨なら
「7月の雨なら」(しちがつのあめなら)は、日本の女性シンガーソングライターである西脇唯のメジャーデビュー・シングル。切ない女心をデジタル・サウンドに乗せて歌った楽曲で、20万枚以上の売り上げとなった。

## 概要
西脇唯名義としては初めてのシングルである。表題曲は、テレビ朝日系「トゥナイト」エンディング・テーマとして使用された。

## 収録曲
- 全作詞・作曲：西脇唯

1. 7月の雨なら
  - 編曲：清水信之
2. ノースリーブ
  - 編曲：加藤みちあき
3. 7月の雨なら (KARAOKE)
4. ノースリーブ (KARAOKE)

## テレビ披露
| 放送日        | 番組名                   | 披露曲      | 出典  |
| ------------- | ------------------------ | ----------- | ----- |
| 1993年6月18日 | ミュージックステーション | 7月の雨なら | [ 3 ] |
| 1993年7月16日 | ミュージックステーション | 7月の雨なら | [ 4 ] |

## 参考資料
- 長井英治監修『日本の女性シンガー・ソングライター』シンコーミュージック・エンタテイメント〈ディスク・コレクション〉、2013年4月。ISBN 978-4401638048。